# Kraftanlagen Energies & Services
Kraftanlagen Energies & Services gehört über das Mutterunternehmen Equans zum französischen Baukonzern Bouygues. Das Unternehmen plant und realisiert Projekte für Industrie, Energie- und Immobilienwirtschaft. Es verfügt über rund 2.000 Mitarbeiter und führt ebenso Großprojekte als Generalunternehmer wie Einzelgewerke aus.

## Niederlassungen und Tochterunternehmen
Neben der Zentrale in München werden unter anderem Niederlassungen betrieben in Mannheim, Burghausen, Hamburg, Essen und Wien-Schwechat (Niederlassung Austria).
Tochtergesellschaften sind:
- ECM Ingenieur-Unternehmen für Energie- und Umwelttechnik GmbH, München
- H&R Industrierohrbau GmbH
- IA Tech GmbH, Jülich
- IPIP S.A., Ploiesti (Rumänien)
- Jakob Ebling Heizung Lüftung Sanitär GmbH, Nierstein
- Kraftanlagen Romania S.R.L., Ploiesti (Rumänien)